# Port Sulphur
Port Sulphur és una població dels Estats Units a l'estat de Louisiana. Segons el cens del 2000 tenia 3.115 habitants.

## Demografia
Segons el cens del 2000, Port Sulphur tenia 3.115 habitants, 1.055 habitatges, i 796 famílies. La densitat de població era de 198,5 habitants/km².
Dels 1.055 habitatges en un 37,3% hi vivien nens de menys de 18 anys, en un 49,8% hi vivien parelles casades, en un 20% dones solteres, i en un 24,5% no eren unitats familiars. En el 20,8% dels habitatges hi vivien persones soles el 9,1% de les quals corresponia a persones de 65 anys o més que vivien soles. El nombre mitjà de persones vivint en cada habitatge era de 2,93 i el nombre mitjà de persones que vivien en cada família era de 3,43.
Per edats la població es repartia de la següent manera: un 30,8% tenia menys de 18 anys, un 10,1% entre 18 i 24, un 26,3% entre 25 i 44, un 22,2% de 45 a 60 i un 10,6% 65 anys o més.
L'edat mediana era de 33 anys. Per cada 100 dones de 18 o més anys hi havia 90,1 homes.
La renda mediana per habitatge era de 30.188 $ i la renda mediana per família de 33.021 $. Els homes tenien una renda mediana de 29.609 $ mentre que les dones 23.194 $. La renda per capita de la població era de 13.553 $. Entorn del 20,5% de les famílies i el 22,2% de la població estaven per davall del llindar de pobresa.

## Poblacions més properes
El següent diagrama mostra les poblacions més properes.